# Luigi Settembrini (1930)
| «Луїджі Сеттембріні»                                                | «Луїджі Сеттембріні» | «Луїджі Сеттембріні» |
| ------------------------------------------------------------------- | --- | --- |
| Luigi Settembrini                                                   | | |
|                                                                     | | |
| Однотипний італійський підводний човен «Руджеро Сеттімо»            | | |
| Верф                                                                | Cantieri navali Tosi di Taranto, Таранто                                                                                           | Cantieri navali Tosi di Taranto, Таранто                                                                                           |
| Під прапором                                                        | Королівство Італія | Королівство Італія |
| Належність                                                          | Королівські військово-морські сили Італії                                                                                          | Королівські військово-морські сили Італії                                                                                          |
| Порт приписки                                                       | Таранто Мессіна | Таранто Мессіна |
| Закладений                                                          | 16 квітня 1928 | 16 квітня 1928 |
| Спуск на воду                                                       | 28 вересня 1930 | 28 вересня 1930 |
| Введений до складу флоту                                            | 25 січня 1931 | 25 січня 1931 |
| Виведений зі складу флоту                                           | 15 листопада 1944 | 15 листопада 1944 |
| На службі                                                           | 1931–1944 | 1931–1944 |
| Загибель                                                            | 15 листопада 1944 року затонув унаслідок помилкового зіткнення з американським ескортним міноносцем «Фрамент» західніше Гібралтару | 15 листопада 1944 року затонув унаслідок помилкового зіткнення з американським ескортним міноносцем «Фрамент» західніше Гібралтару |
| Сучасний статус                                                     | затоплений | затоплений |
| Бойовий досвід                                                      | Громадянська війна в Іспанії Друга світова війна Битва на Середземному морі                                                        | Громадянська війна в Іспанії Друга світова війна Битва на Середземному морі                                                        |
| Проєкт                                                              | | |
| Тип ПЧ                                                              | середній підводний човен | середній підводний човен |
| Основні характеристики                                              | | |
| Швидкість (надводна)                                                | 17,5 вузлів (32,4 км/год) | 17,5 вузлів (32,4 км/год) |
| Швидкість (підводна)                                                | 7,7 вузлів (14,3 км/год) | 7,7 вузлів (14,3 км/год) |
| Робоча глибина занурення                                            | 90 м | 90 м |
| Гранична глибина занурення                                          | 100 м | 100 м |
| Дальність плавання                                                  | 6 200 миль (11 500 км) на швидкості 7,3 вузли (надводна) 100 миль (186 км) на швидкості 3 вузли (підводна)                         | 6 200 миль (11 500 км) на швидкості 7,3 вузли (надводна) 100 миль (186 км) на швидкості 3 вузли (підводна)                         |
| Екіпаж                                                              | 56 офіцерів та матросів | 56 офіцерів та матросів |
| Розміри                                                             | | |
| Довжина найбільша (по КВЛ)                                          | 67,5 м | 67,5 м |
| Ширина корпусу найб.                                                | 6,6 м | 6,6 м |
| Висота                                                              | 4,0 м | 4,0 м |
| Середня осадка (по КВЛ)                                             | 4,45 м | 4,45 м |
| Водотоннажність надводна                                            | 953 тонни | 953 тонни |
| Силова установка                                                    | | |
| Дизель-електрична: 2 дизельні двигуни Tosi 2 електродвигуни Ansaldo | | |
| Гвинти                                                              | 2 | 2 |
| Потужність                                                          | 2 × 1500 к.с. (дизелі) 2 × 700 к.с. (електродвигуни)                                                                               | 2 × 1500 к.с. (дизелі) 2 × 700 к.с. (електродвигуни)                                                                               |
| Озброєння                                                           | | |
| Артилерія                                                           | 1 × 102-мм гармати 102/35 Mod. 1914                                                                                                | 1 × 102-мм гармати 102/35 Mod. 1914                                                                                                |
| Торпедно- мінне озброєння                                           | 8 × 533-мм торпедних апаратів | 8 × 533-мм торпедних апаратів |
| ППО                                                                 | 2 × 12,7-мм зенітних кулемети Breda Model 1931                                                                                     | 2 × 12,7-мм зенітних кулемети Breda Model 1931                                                                                     |

«Луїджі Сеттембріні» (італ. Luigi Settembrini) — військовий корабель, середній підводний човен, головний у своєму типі, Королівських ВМС Італії за часів Другої світової війни.
Підводний човен «Луїджі Сеттембріні» був закладений 16 квітня 1928 року на верфі компанії Cantieri navali Tosi di Taranto у Таранто. 28 вересня 1930 року він був спущений на воду, а 25 січня 1931 року увійшов до складу Королівських ВМС Італії.

## Історія служби
За часів Громадянської війни в Іспанії «Луїджі Сеттембріні» підпільно брав участь у війні, діючи на стороні Націоналістів в Егейському морі та Східному Середземномор'ї. 3 вересня 1937 року, діючи під командуванням лейтенанта Беппіно Манка, він затримав радянський пароплав «Благоєв» (3100 GRT), який відпливав від острова Псара з вантажем 4480 тонн вугілля, що прямував до Сеути (корабель вийшов з радянського порту Маріуполя). Коли екіпаж покинув судно, італійський човен випустив три торпеди, одна з яких влучила в ціль, і судно затонуло за півгодини.
На початок Другої світової війни підводний човен діяв у затоці Таранто. В подальшому здійснював бойові походи в Східне Середземномор'я. 23 квітня 1941 року атакував англійський крейсер, випустивши по ньому три торпеди, але промахнувся.
У вересні 1943 року, коли було проголошено перемир'я та вихід Італії з війни, човен був в Іонічному морі. 16 вересня 1943 року, він разом із п'ятьма іншими підводними човнами вийшов на Мальту, куди прибув 17-го після очікування під водою (щоб уникнути ризику випадкового нападу літаків або кораблів союзників), де здався британцям. 13 жовтня 1943 року він залишив острів (разом із 14 іншими італійськими підводними човнами), щоб повернутися до Італії).
15 листопада 1944 року під час проведення протичовнових навчань у складі угруповання флоту союзників був випадково протаранений американським ескортним міноносцем «Фрамент» західніше Гібралтару. Внаслідок помилкового зіткнення італійський човен затонув приблизно за 685 миль на захід від Гібралтару. Загинули 42 особи (4 офіцери та 38 унтер-офіцерів та моряків), тоді як лише 8 чоловіків (14 згідно до інших джерел) вдалося врятувати.